# San Bartolomé (Lanzarote)
San Bartolomé es una localidad y municipio español perteneciente a la isla de Lanzarote, en la provincia de Las Palmas, comunidad autónoma de Canarias. Es el sexto municipio en superficie de los siete de los que consta la isla de Lanzarote con sólo 40,89 km², superando solamente al municipio de Arrecife.
Es un municipio conocido por su fuerte tradición agrícola, destacando entre otros cultivos el de la batata y el de la vid. Muchas de las grandes bodegas de la isla están en ubicadas en su interior como El Grifo, Los Bermejos, o Barreto. En el territorio municipal también se encuentra el Aeropuerto César Manrique-Lanzarote.

## Toponimia
El nombre de San Bartolomé le viene del santo homónimo que se instaló en una pequeña ermita construida a finales del siglo XVI en esta zona central de la isla de Lanzarote. Este nombre se popularizó para designar el caserío a partir de mitad del siglo XVII. El nombre anterior para designar el pueblo era Ajey, recogido así mismo en documentos del siglo XVI como lugar y en el siglo XVII como aldea.
El documento firmado por el escribano de la isla Juan de Higueras del 14 de febrero del año 1619 dice: “Gaspar Perdomo, vecino de esta isla, vendo a Leandro Perdomo fanega y media de tierra donde dicen Ajey, que linda por una parte saliendo de la mareta de Ángel y el camino en la mano que va de la dicha aldea para esta villa.”
El ingeniero italiano Leonardo Torriani visita Lanzarote en 1591 y cita el nombre de pueblo casi en la misma zona como Teguei y no Ajei, que puede ser una variante toponímica del mismo nombre.
Otros nombres o topónimos que aparecen en mapas y documentos antiguos son el de Eque, Togo, Toga... para caserío en la misma zona.
La posición original de la aldea parece que estaba ubicada más cerca de la Montaña Mina y se desplazó a lo largo del siglo XVIII y XIX hacia la posición actual, es decir más al oeste, al poniente de la situación original. La causa de este movimiento fueron las enormes tormentas de Jable que tuvieron lugar en esta zona central de la isla fruto de la eliminación de la vegetación que sujetaba estas arenas de origen orgánico. La vegetación se usó como combustible para la barrilla (Mesembryanthemum crystallinum) que tuvo un gran auge de plantación y exportación a finales del XVIIIy principio del XIX. Era usada para elaborar jabones.

## Símbolos
El municipio de San Bartolomé posee un escudo heráldico oficial aprobado el 20 de febrero de 2003 por la Consejería de Presidencia e innovación tecnológica del Gobierno de Canarias. Publicado en el Boletín Oficial de Canarias número 045 el jueves 6 de marzo de 2003. Previamente había sido aprobado por el pleno municipal del propio Ayuntamiento de San Bartolomé el día 15 de junio de 2001. Su autor oficial es don José Ferrer Perdomo. 
La descripción oficial del escudo es la siguiente:
"En campo de gules cuatro médanos de oro, surmontada de una concha de plata de cuatro palos de sable. Sumado un yelmo o celada emplumado con gola y visera de rejilla. Bordura de plata con cuatro hojas de vid movientes de sinoples, ordenadas dos y dos. En punta la inscripción AJEI. Al timbre corona real y cerrada."
El escudo interior central sobre el fondo rojo es el que aparece en la entrada de la Casa Mayor Guerra, son las armas familiares de Don Francisco Tomás Guerra Clavijo y Perdomo, gobernador militar de Lanzarote que lo toma del apellido de su esposa Doña María Andrea Perdomo Gutiérrez.
Debajo de este escudo familiar hay cuatro dunas de arenas de origen marino (jable); a las dunas se les llama popularmente médanos en Canarias y que antaño caracterizaban la comarca de El Jable desde Caleta de Famara hasta Playa Honda pasando por las zonas colindantes de San Bartolomé.
La palabra Ajei hace referencia al antiguo nombre del pueblo de San Bartolomé, probablemente el que le asignaron los majos, primeros pobladores de la isla.
Las cuatro hojas de vid simbolizan la comarca de viñedos que tiene el municipio en su lado centro oeste, desde el propio núcleo urbano de San Bartolomé, hasta el entorno de El islote, La Florida, El Sobaco, Juan Bello, El Grifo, El Cabezo, Las Cuevas y Montaña Blanca.

## Geografía
El núcleo urbano de San Bartolomé está situado en la parte central de la isla de Lanzarote, en una vega protegida por los Morros y la montaña de Guatisea al oeste y por la Montaña Mina al este. El casco urbano de San Bartolomé está en la frontera que separa las dos comarcas agrícolas más representativas de la isla: la comarca de El Jable, situada al este, de la comarca de arenados y La Geria, al oeste. Además dentro del municipio se encuentran otros núcleos poblacionales como Playa Honda, que está situado en la costa y es el que alberga la mayor población, con más de diez mil habitantes. Otros pueblos al interior y de menor entidad poblacional son: Güime, Montaña Blanca (San Bartolomé, Lanzarote), El Islote, La Florida y una parte del pueblo de Mozaga.

### Espacios naturales protegidos
En los límites del municipio de San Bartolomé se encuentra el paisaje protegido de La Geria, ocupando un 24,7 % de la superficie del municipio. El espacio fue protegido por la Ley 12/1987, de 19 de junio, de Declaración de Espacios Naturales de Canarias como parque natural de La Geria y reclasificado como paisaje protegido por la Ley 12/1994, de 19 de diciembre, de Espacios Naturales de Canarias. Además, ha sido declarado como zona de especial protección para las aves (ZEPA). Un paisaje caracterizado por las cubiertas de arena volcánica procedentes de las erupciones de Timanfaya que han dado lugar a unas singulares plantaciones de viñedos.
Un tramo del tubo volcánico del monumento natural de la Cueva de los Naturalistas está en los límites del término municipal de San Bartolomé.

## Clima
| Parámetros climáticos promedio de Observatorio del Aeropuerto César Manrique Lanzarote (14 m s. n. m.), San Bartolomé (periodo de referencia: 1991-2020, extremas: 1972-presente) | Parámetros climáticos promedio de Observatorio del Aeropuerto César Manrique Lanzarote (14 m s. n. m.), San Bartolomé (periodo de referencia: 1991-2020, extremas: 1972-presente) | Parámetros climáticos promedio de Observatorio del Aeropuerto César Manrique Lanzarote (14 m s. n. m.), San Bartolomé (periodo de referencia: 1991-2020, extremas: 1972-presente) | Parámetros climáticos promedio de Observatorio del Aeropuerto César Manrique Lanzarote (14 m s. n. m.), San Bartolomé (periodo de referencia: 1991-2020, extremas: 1972-presente) | Parámetros climáticos promedio de Observatorio del Aeropuerto César Manrique Lanzarote (14 m s. n. m.), San Bartolomé (periodo de referencia: 1991-2020, extremas: 1972-presente) | Parámetros climáticos promedio de Observatorio del Aeropuerto César Manrique Lanzarote (14 m s. n. m.), San Bartolomé (periodo de referencia: 1991-2020, extremas: 1972-presente) | Parámetros climáticos promedio de Observatorio del Aeropuerto César Manrique Lanzarote (14 m s. n. m.), San Bartolomé (periodo de referencia: 1991-2020, extremas: 1972-presente) | Parámetros climáticos promedio de Observatorio del Aeropuerto César Manrique Lanzarote (14 m s. n. m.), San Bartolomé (periodo de referencia: 1991-2020, extremas: 1972-presente) | Parámetros climáticos promedio de Observatorio del Aeropuerto César Manrique Lanzarote (14 m s. n. m.), San Bartolomé (periodo de referencia: 1991-2020, extremas: 1972-presente) | Parámetros climáticos promedio de Observatorio del Aeropuerto César Manrique Lanzarote (14 m s. n. m.), San Bartolomé (periodo de referencia: 1991-2020, extremas: 1972-presente) | Parámetros climáticos promedio de Observatorio del Aeropuerto César Manrique Lanzarote (14 m s. n. m.), San Bartolomé (periodo de referencia: 1991-2020, extremas: 1972-presente) | Parámetros climáticos promedio de Observatorio del Aeropuerto César Manrique Lanzarote (14 m s. n. m.), San Bartolomé (periodo de referencia: 1991-2020, extremas: 1972-presente) | Parámetros climáticos promedio de Observatorio del Aeropuerto César Manrique Lanzarote (14 m s. n. m.), San Bartolomé (periodo de referencia: 1991-2020, extremas: 1972-presente) | Parámetros climáticos promedio de Observatorio del Aeropuerto César Manrique Lanzarote (14 m s. n. m.), San Bartolomé (periodo de referencia: 1991-2020, extremas: 1972-presente) |
| Mes | Ene. | Feb. | Mar. | Abr. | May. | Jun. | Jul. | Ago. | Sep. | Oct. | Nov. | Dic. | Anual |
| --- | --- | --- | --- | --- | --- | --- | --- | --- | --- | --- | --- | --- | --- |
| Temp. máx. abs. (°C) | 27.9 | 29.4 | 34.4 | 36.3 | 42.6 | 40.7 | 43.4 | 43.6 | 40.5 | 37.3 | 34.2 | 27.5 | 43.6 |
| Temp. máx. media (°C) | 20.9 | 21.5 | 22.9 | 23.8 | 25.2 | 26.7 | 28.5 | 29.5 | 28.6 | 27.0 | 24.3 | 22.0 | 25.1 |
| Temp. media (°C) | 17.6 | 18.0 | 19.1 | 20.0 | 21.4 | 23.0 | 24.6 | 25.6 | 24.8 | 23.3 | 20.9 | 18.8 | 21.4 |
| Temp. mín. media (°C) | 14.2 | 14.4 | 15.2 | 16.1 | 17.5 | 19.2 | 20.7 | 21.5 | 21.0 | 19.6 | 17.4 | 15.5 | 17.7 |
| Temp. mín. abs. (°C) | 8.0 | 7.6 | 8.3 | 9.5 | 11.5 | 12.4 | 15.4 | 16.6 | 15.5 | 12.0 | 10.9 | 9.0 | 7.6 |
| Precipitación total (mm) | 15.4 | 16.1 | 12.2 | 4.1 | 1.2 | 0.1 | 0.0 | 0.5 | 1.8 | 12.8 | 15.8 | 21.4 | 101.4 |
| Días de precipitaciones (≥ 1 mm) | 2.8 | 2.5 | 2.2 | 0.9 | 0.3 | 0.0 | 0.0 | 0.1 | 0.4 | 2.1 | 3.0 | 3.2 | 17.4 |
| Horas de sol | 205 | 201 | 248 | 258 | 294 | 291 | 313 | 304 | 261 | 232 | 204 | 202 | 2995 |
| Humedad relativa (%) | 66 | 66 | 65 | 64 | 64 | 65 | 66 | 67 | 69 | 69 | 67 | 69 | 66 |
| Fuente n.º 1: Agencia Estatal de Meteorología | | | | | | | | | | | | | |
| Fuente n.º 2: Agencia Estatal de Meteorología (extremos) | | | | | | | | | | | | | |

## Historia

### Periodo aborigen
Su historia, como corroboran ciertos yacimientos arqueológicos, se remonta a la época anterior a la conquista de la isla por los normandos. En la Montaña Mina han aparecido restos humanos de los majos, en una cueva de la cara norte, que fue encontrada por un pastor de cabras y un individuo en una cista empedrada en la cara sur que se halló por unas obras de canalización. Además muchos restos de cerámica aborigen y malacofauna están en distintas zonas del municipio, localizando lugares de vida doméstica del pasado. También aparecen canales y cazoletas excavadas en las montañas Mina, Guatisea y Montaña Blanca, cuya funcionalidad está aún por definir. En el propio núcleo urbano de San Bartolomé existió una "quesera" de factura aborigen que fue destruida por una nueva edificación, pero de la que se conservan fotos a color.

### Periodo posterior a la conquista
A partir del siglo XV, con la existencia de una aldea indígena comienzan a asentarse colonos llegados desde fuera de la isla y con diversos orígenes como delatan la diversidad de apellidos existentes en la actualidad en San Bartolomé: Brito, Martín, Perera, Betancor, De León, Tarajano, Acosta, Berriel, García, Corujo...
A finales del siglo XVIII ya contaba con 144 vecinos, con algunas casas señoriales y la creación de la parroquia. El fundador de la parroquia de San Bartolomé fue don Cayetano Guerra Clavijo y Perdomo, hijo del Mayor Guerra que había financiado la construcción de una nueva gran iglesia en el pueblo, sustituyendo a la antigua ermita. El 20 de abril de 1787 don Cayetano y su hermano don Francisco Guerra Clavijo, Alguacil Mayor y Regidor de Lanzarote, solicitan la creación de la parroquia de San Bartolomé.

### Actualidad
Su ubicación privilegiada en la geografía insular y su importancia agrícola, con cultivos trascendentales como la batata, hizo que, ya como municipio, siguiera desarrollándose y creciendo. El auge del cultivo y exportación de la barrilla y la exportación de vino y aguardiente fueron piezas claves del auge de San Bartolomé.
En tanto que los últimos veinticinco años la nueva base económica, en torno al turismo, ha reconfigurado el panorama social, cultural y urbano de la población.
En 2005 el municipio obtuvo autorización para celebrar una consulta popular sobre el nombre del municipio a San Bartolomé de Ajey. La propuesta fue rechazada.

## Demografía
Cuenta con una población de 19 443 habitantes (INE 2024).
| Gráfica de evolución demográfica de San Bartolomé entre 1842 y 2021                                                   |
| |
| Población de derecho según los censos de población del INE. Población de hecho según los censos de población del INE. |

Las citas demográficas las encontramos en las Sinodales de Dávila y Cárdenas en 1737 donde nos habla de 81 vecinos. Ruiz de Cermeño en 1772 nos registra 127 vecinos. El Compendio brebe y famosso de 1776 otorga a San Bartolomé 144 vecinos. En 1802 Escolar y Serrano informa de que habitan 1393 personas, Pascual Madoz en 1845 unos 1906 habitantes, Olive en 1860 unos 1050 habitantes. Puerta Canseco le asigna 1572 personas en 1897. La cifra de los dos mil a tres mil habitantes se mantiene hasta 1970 cuando comienza un crecimiento demográfico sin precedentes. Y desde 1991 a 2001 duplica su población en apenas diez años.

## Economía
El municipio históricamente ha estado vinculado a la agricultura y la ganadería, con productos distinguidos como la batata y el vino. Aún hoy y tras el gran cambio socioeconómico de la isla y del municipio queda un porcentaje importante de actividad agrícola en él. El cultivo de la batata sigue estando presente en la comarca de El Jable y en arenados de la Vega Machín mayoritariamente. El cultivo de la vid y la producción de vino también tiene una fuerte presencia activa en el oeste del municipio dentro de los límites del Paisaje Protegido de La Geria. Bodegas El Grifo, Bodegas Los Bermejos, Bodegas El Campesino... están ubicadas en el territorio de San Bartolomé.
La ganadería y las queserías tienen su continuidad y arraigo en el territorio municipal como por ejemplo Quesería Montaña Blanca o la Quesería Flor de Luz.
En la actualidad la zona Industrial y Comercial de Playa Honda es un gran motor económico del municipio además de una pequeña zona comercial en el centro del núcleo de San Bartolomé.
A nivel turístico el Monumento al Campesino es uno de los grandes centros visitados de la isla como lo es también el Museo del vino de Bodegas el Grifo, la bodega más antigua de Lanzarote y de Canarias, creada en 1775.
En el casco urbano de San Bartolomé también se encuentra el Museo Tanit, un centro de visita histórico, cultural y etnográfico del pasado familiar de la familia Ferrer, de san Bartolomé y de Lanzarote.

## Administración y política

### Gobierno municipal
El inicio de la emancipación municipal de San Bartolomé se inicia a finales de 1797, con enfrentamientos jurídicos entre el alcalde pedáneo de San Bartolomé Francisco Guerra Ferrer y el alcalde mayor y juez ordinario de la isla D. Bernabé Antonio Camacho. Finalmente fue aprobada la segregación por la Autoridad Diocesana el 10 de julio de 1799. Situando los límites municipales de San Bartolomé en el Plan beneficial de la Iglesia católica. Aun así se mantienen las disputas por los límites con Teguise en la zona de Mozaga hasta 1836, ya que históricamente había sido un caserío del área de influencia de San Bartolomé. Quedando dividido el caserío en ambos municipios.
El Mayor Guerra fue uno de los grandes impulsores de la separación, primero comenzando con la emancipación parroquial y luego con la creación del Ayuntamiento. Promovió la construcción de la nueva iglesia de San Bartolomé y su hijo Cayetano Guerra fue el primer párroco.
A partir de las Cortes de Cádiz, en 1811 se abolieron las islas de señorío y en 1812 se les dota de poder político a los Ayuntamientos, aunque en Lanzarote aun no se les otorga el poder económico, que seguiría en manos de la Villa de Teguise durante algunos años más.
| Periodo   | Nombre                       | Partido | Partido                                  |
| --------- | ---------------------------- | ------- | ---------------------------------------- |
| 1979-1983 | Ramiro Reyes Medina          |         | Partido Demócrata Popular (PDP)          |
| 1983-1991 | Antonio Cabrera Barrera      |         | Partido Demócrata Popular (PDP)          |
| 1991-1993 | José Luis Brito Martín       |         | Partido Popular (PP)                     |
| 1993-1995 | Ramón Bermúdez Benasco       |         | Partido Socialista Obrero Español (PSOE) |
| 1995-1999 | Óscar Pérez Pérez            |         | Partido Popular (PP)                     |
| 1999-2000 | Marcial Martín Bermúdez      |         | Partido Socialista Obrero Español (PSOE) |
| 2000-2007 | Miguel Martín Betancort      |         | Coalición Canaria (CC)                   |
| 2007-2011 | Marcial Martín Bermúdez      |         | Partido Socialista Obrero Español (PSOE) |
| 2011-2019 | María Dolores Corujo Berriel |         | Partido Socialista Obrero Español (PSOE) |
| 2019-2021 | Alexis Tejera Lemes          |         | Partido Socialista Obrero Español (PSOE) |
| 2021-act. | Isidro Manuel Pérez Martín   |         | Partido Socialista Obrero Español (PSOE) |

### Organización territorial
El municipio tiene varias localidades repartidas a lo largo y ancho de su territorio. El núcleo capital de municipio está en el centro de la geografía municipal, en la frontera entre el territorio de El Jable, al este, y el paisaje protegido de La Geria, al oeste. El núcleo más poblado es Playa Honda que ocupa parte de la franja costera del municipio, albergando además una zona industrial y comercial importante. En el límite sur municipal esta Güime, un pueblo que ha crecido en las últimas décadas hasta convertirse en la tercera entidad demográfica del municipio de San Bartolomé. En la esquina suroeste se encuentra la localidad de Montaña Blanca, unos dos kilómetros al norte el pequeño caserío de La Florida y junto a este el pueblo de El Islote. Por último una parte del pueblo de Mozaga pertenece a San Bartolomé y el resto de la localidad a Teguise.

## Patrimonio

### Aborigen
Múltiples canales y cazoletas en la Montaña Guatisea, en su lado sur, con dibujos y formas curiosas que los arqueólogos sitúan en el mundo de los rituales mágico religiosos. Restos de cerámica y malacofauna en la zona de los Bebederos y Los Goires. Cueva de enterramiento aborigen colectivo en La Montaña Mina.

### Casa Cerdeña
La casa Cerdeña es en la actualidad sede de una parte de las oficinas municipales, albergando algunos departamentos y concejalías. En este emplazamiento existió una casa en el siglo XVIII que perteneció a la familia Castro. A finales del XIX la compra Don Pedro Cerdeña Armas y la reforma por completo. Don Pedro era un importante comerciante, que abrió una tienda en su casa y además era prestamista. Fue alcalde en varias ocasiones y diputado provincial en 1917.
La casa en la actualidad está reformada, aunque quedan detalles con restos del viejo lagar y de la antigua bodega.

### Molino de José María Gil
El molino de José María Gil es un molino, que ha sido el centro industrial de producción de gofio del pueblo. Realizando el tostado y la molienda de los granos (cereales y legumbres) para la elaboración del alimento básico de la dieta canaria, el gofio. Esta declarado Bien de Interés Cultural. El molino fue construido por don Baltasar Martín Rodríguez en 1870 y tras pasar por varios propietarios fue comprado a principios del siglo XX por don José María Gil Santana. El molino consta de una torre circular de piedra, barro y cal que estuvo coronada con una serie de aspas en la zona superior. Estas, gracias a la fuerza del viento, generaban la energía necesaria para mover las piedras que molían los granos. Interiormente presenta tres pisos, uno bajo que servía de almacén, el segundo con la salida del gofio o harina, y el superior donde se volcaba el grano. En el año 1920 el molino se cierra y es sustituido por un motor de fuel-oil, que es denominada molina.

### Iglesia de San Bartolomé
La actual iglesia de San Bartolomé fue construida a finales del siglo XVIII, tiene forma de cruz latina, con una nave principal y dos capillas laterales. El retablo principal está dedicado a San Bartolomé y los laterales a las advocaciones de los Dolores y las Ánimas del Purgatorio. En el de Ánimas destaca su gran cuadro que data de finales del siglo XVIII. En la capilla de los Dolores se encuentra la tumba del Mayor Guerra y de su esposa, Es Bien de Interés Cultural.

### Ayuntamiento
Desde la creación del ayuntamiento a finales del siglo XVIII y durante gran parte del siglo XIX la corporación municipal se reunía en casas particulares alquiladas, que solía ser la del que en ese momento era el alcalde. A finales del siglo XIX se construyen dos habitaciones para que fueran las oficinas del ayuntamiento, era a la izquierda del actual edificio. Se amplia el edificio a comienzos del siglo XX cuando Don Eligio Carta vende al ayuntamiento unas habitaciones que había construido entre el ayuntamiento primitivo y el cementerio viejo. En los años setenta se reforma el ayuntamiento y construye una segunda planta. Además se levanta una torre para colocar un reloj donado por Don Javier Perdomo Méndez.

### Casa de Don Frasco
Esta casa de finales del siglo XVIII, tuvo reformas a lo largo del siglo XIX y XX, dejando un imponente inmueble que ha pasado por varios propietarios. En 1830 sus dueños eran D. Fermín Rodríguez Luzardo y Dña. Gabriela Martín Perdomo. La casa alberga grandes almacenes, bodega, gallanías, aljibes, era, etc. La casa está incluida en el catálogo arquitectónico municipal.

### Casa Mayor Guerra
La casa del Mayor Guerra es uno de los Bienes de Interés Cultural de la localidad. Su historia esta estrechamente ligada a la familia Guerra. Una de las personas más preponderantes de todo el linaje fue don Francisco Guerra Clavijo, el Mayor Guerra. Este militar, que vivió a finales del siglo XVIII y principios del XIX, fue una persona con gran influencia en la vida económica y política insular. Sus propietarios, en pleno siglo XX, la donaron al Ayuntamiento de San Bartolomé. Uno de los mayores atractivos de la vivienda lo brinda su privilegiada ubicación, en la falda de una montaña, y dominando todo el este-sur de la isla. Esta colocación facilitó el que se realizara una serie de zanjas a lo largo de la ladera para conducir el agua de lluvia hacia los aljibes. El edificio principal solo cuenta con una planta y un sótano. Las habitaciones se hallan alrededor de un patio central que presenta un interesante balcón-mirador con arco de piedra. En las estancias destacan algunos techos originales y una cocina antigua con campana de cantería y la chimenea original.

### Casa de Don Sebastián Martín Perdomo
Esta casa fue pensión durante la primera parte del siglo XX, donde se alojaban maestros y maestras destinados en la isla, visitantes ocasionales, naturalistas, etc. Fue construida en el siglo XIX, figuran como propietarios D. Sebastián Martín Perdomo y Dña. Margarita Monfort Bermúdez, pasando a su hijo D. Rafael Martín Monfort y posteriormente a su nieto Sebastián Martín Tejera.

### Casa y molina de Don Juan Armas
Esta alargada casa fue construida por Don Juan Armas Perdomo a principios del siglo XX. Juan Armas fue un gran propietario de tierras de cultivo, en las que tenía muchos jornaleros y medianeros a su cargo. Además abrió en esta edificación una tienda, una molina y una bodega. Asumió la alcaldía de San Bartolomé entre 1918 y 1922, pero también fue un importante hombre de negocios, realizando préstamos de dinero con intereses a los que necesitaban una aportación económica en ese momento. El inmueble está declarado Bien de Interés Cultural de la localidad. La vivienda doméstica se encuentra en el centro de la edificación. A la derecha de ésta se encuentra la tienda, con los andamios y mostrador originales, que estuvo abierta entre 1910-1948. En la esquina derecha está la molina, comprada en Tenerife en 1910, y donde aún se ve la torre de madera que sostenía las aspas de madera con velas de tela de forma triangular. A esta molina de viento le acompañaba una molina a motor y una tostadora.

### Casa de Don José Ferrer y Museo Tanit
Esta casa se construyó en 1735 por Don Antonio Perdomo Luzardo pero era de una sola planta, de forma anexa tenía una tahona, un lagar, una bodega, una era, varios aljibes y corrales. En 1900 Don Eloy Perdomo Martín construyó la segunda planta y amplió la base de la casa, el lagar y la bodega. En 1960, Doña Rosa Perdomo Parrilla y Don José Ferrer Martín restauraron los servicios, la cocina de campana y construyeron nuevos locales para ampliación de la bodega. Los actuales propietarios Don José Ferrer Perdomo y Doña Remedios Quintana, reformaron en 1995 la antigua bodega para crear el Museo Etnográfico Museo Etnográfico Tanit, inaugurado en el año 2000. En el se exponen aperos de labranza, útiles domésticos, cartas y documentos familiares de más de 200 años de historia.

### Plaza León y Castillo
La plaza de San Bartolomé es un gran espacio que va desde el ayuntamiento, el teatro y la iglesia hasta la parte delantera de la Sociedad El Porvenir, recorriendo un amplio espacio de oeste a este. Se inició con el acondicionamiento de un espacio común delante de la iglesia y el antiguo cementerio(hoy teatro municipal) en 1811. En 1903 se pavimentó el espacio entre el ayuntamiento y la iglesia. En 1918 se construye un aljibe con su correspondiente alcogida, unas letrinas y un muro en la parte inferior. En 1927 el alcalde don José Cabrera Torres creó una plaza con barandas y balaustres que era el lugar de tertulia y paseo de los habitantes del pueblo. En 1955 y en 1963, se volvió a remodelar hasta la última renovación fue en 1977. César Manrique orientó este proyecto con escenario, escaleras, piedras vistas, jardines, etc.

### Casa Ajei
Es una de las casas de referencia del pueblo, a nivel de arquitectura y a nivel de compromiso cultural, albergando históricamente a grupos folclóricos, escuelas de música, coral, baile, etc. Fue lugar de obras de teatro, luchadas, etc, El inicio de la construcción es de finales del siglo XVIII, sufriendo reformas hasta finales del siglo XX. Perteneció históricamente a la familia Ferrer y fue adquirida por el ayuntamiento a mitad del siglo XX. En la actualidad está protegida como Bien de Interés Cultural de la localidad. Un gran patio central permite tener actividades importantes al aire libre. Aun alguno de sus techos conservan el techado tradicional de vigas de tea y piedra hornera de volcán. La casa también tenía una tahona, un lagar y un aljibe.

## Cultura

### Folclore
El pueblo de San Bartolomé ha tenido un fuerte enraizamiento cultural canario, destacando sobre todo en el folclore tradicional, con grandes cantadores, tocadores y bailadores. Entre todas las agrupaciones folclóricas destaca la Agrupación folclórica Ajei, que ganó el Festival de danza internacional de agrupaciones en Santander en el año 1960.
Entre los miembros de la agrupación destacó José María Gil Santana, que desarrolló una labor de rescate y creación de música tradicional. Además fue el dueño del Molino de José María Gil que es en la actualidad el único molino de gofio en funcionamiento de la isla de Lanzarote.
Además muchas rondallas y grupos musicales perviven activos en el pueblo y en el municipio: La Peña, Guadarfia, Teguey.

### Literatura
El municipio de San Bartolomé destaca en los últimos años por su fervor literario, contando desde hace varios años con un club de lectura en el que más de 20 componentes leen y analizan mensualmente libros y autores. Además en el municipio hay escritores y poetas reconocidos que tienen su propia trayectoria en publicaciones: Reyes Tabares, Tere Perera, Ricardo Flores Sánchez-Pastor, Ignacio Romero Perera, Carlos Battaglini, Lana Corujo, Juan Díaz, Antonio Fernández Casanova, Domingo Corujo Tejera.

#### Certamen literario
En marzo de 2010 el Ayuntamiento de San Bartolomé crea el certamen de novela Saramago La balsa de piedra, con una dotación económica de 2000 euros y la edición de doscientos ejemplares de la novela premiada.
El premio se falla el 12 de abril de 2011, recayendo en el escritor oscense Esteban Navarro y recogiendo el premio el 19 de abril de 2011 en el teatro municipal de San Bartolomé por la novela El buen padre.
En abril del año 2021 el ayuntamiento convoca el II certamen de novela La balsa de piedra, fallando el jurado por unanimidad en junio de 2022 en la novela Las Perlas de Eufemia Montelongo, del escritor lanzaroteño José Ramón Betancort Mesa.

### Fiestas
En el municipio se celebran varias festividades a lo largo del año, la principal es el 24 de agosto, día de San Bartolomé, el santo patrón del núcleo capital del municipio, con celebración religiosa, procesión, romería y múltiples actos que se prolongan durante varios días de celebración.
En Playa Honda se celebra santa Elena, el 18 de agosto con oficio religioso y celebración. A finales de verano se realizan actos lúdicos en la localidad, con festivales de música, deportivas, etc.
En Montaña Blanca se celebra el 24 de mayo la festividad de María Auxiliadora, con actos festivos y deportivos como la carrera de trail "Vertical Montaña Blanca".
En Güime se celebra el 13 de junio San Antonio de Padua, con muchos actos lúdicos y deportivos en la localidad.
En El Islote se celebra la fiesta del Aguapata a finales de septiembre y principios de octubre, coincidiendo con la degustación de este vino suave y popular.
En Mozaga se celebra La Virgen de la Peña el primer domingo de agosto después de la celebración de la festividad de Las Nieves y Santa Lucía el 13 de diciembre.

### Deporte
En el municipio destacan varias disciplinas deportivas como el fútbol, el balonmano, la bola canaria o la lucha canaria. Pero en los últimos tiempos se han instalado otras disciplinas que se han estabilizado y cuentan con un buen número de practicantes: el Ultimate, el baloncesto, el skate,...
El equipo de fútbol de San Bartolomé tiene 50 años de historia y ha logrado importantes hazañas a nivel insular e interinsular, siendo uno de los deportes y equipos con más practicantes y aficionados del municipio.
El club de balonmano Zonzamas es el equipo representativo del municipio que he estado en la máxima categoría del balonmano nacional con su equipo femenino hasta la pasada temporada 2021-2022.
El Club de lucha San Bartolomé es uno de los clubes históricos de lucha canaria de la isla de Lanzarote, de él han salido grandes puntales y estilistas. Cuenta con muchas ligas y copas ganadas en su vitrina de trofeos.

#### Clubes de fútbol
- San Bartolomé C. F
- Inter Playa Honda

#### Red de senderos municipales de San Bartolomé

Red de Senderos San Bartolomé

Esta red de senderos nos propone unos recorridos cortos pero impactantes en paisaje e historia de distintos rincones del municipio. Empezando por recorrer su valioso casco histórico donde analizar parte de los edificios más emblemáticos de la capital municipal desde la iglesia, molino de José María Gil, Casa Mayor Guerra,… La combinación paisajística de la que San Bartolomé es línea divisoria, El jable y el paisaje protegido de La Geria nos muestra dos comarcas opuestas en colores y en sistemas de cultivo pero armónicas en una agricultura de secano única.
- Sendero Local 1. Casto histórico de San Bartolomé (iglesia de San Bartolomé - iglesia de San Bartolomé; 3 km, 1 hora)

Descripción: Su historia y su situación geográfica privilegiada dentro de la isla, convierten a San Bartolomé en un enclave paradisíaco anclado entre dos mundos de arena y agua donde el tiempo se ha detenido. Posee una gran variedad de paisajes así como un destacado patrimonio arquitectónico que le concede gran interés para el visitante. Además de los hermosos contrastes de su paisaje como La Geria o El Jable, destacan varias construcciones de gran interés histórico como la casa Ajei, la casa Cerdeña, La iglesia o la casa Mayor Guerra.

## Localidades hermanadas
- Dúrcal, España